# Mesitornis
Mesitornis és un gènere d'ocells de la família dels mesitornítids (Mesitornithidae) que habita Madagascar. Aquest gènere d'ocells formen part d'un clade (Columbimorphae) que inclou els columbiformes i pterocliformes.

## Taxonomia
Segons la classificació del Congrés Ornitològic Internacional (versió 2.5, 2010) aquest gènere està format per dues espècies:
- mesitornis cellut (Mesitornis variegatus).[3]
- mesitornis unicolor (Mesitornis unicolor).[4]